# Lola Gonzàlez (artiste)
Pour les articles homonymes, voir González.
Lola Gonzàlez, née en 1988 à Angoulême, est une artiste contemporaine française qui mêle danse, cinéma et performance.

## Biographie
Lola Gonzàlez est diplômée de l’École des Beaux-Arts de Lyon en 2012. Elle présente son travail dans de nombreuses villes françaises et internationales (Paris, Tokyo, Los Angeles, Athènes, Corée...).   
Elle est pensionnaire de la Villa Medicis à Rome en 2018/2019. 

## Œuvres
- Adieu tristesse, désir, ennemi, appétit, plaisir, La Galerie, centre d’art contemporain de Noisy-le-Sec, 2014[4]
- All that falls, exposition collective, Palais de Tokyo, 2014
- Qui boira de ce vin là, boira le sang des copains, Festival Hors-Pistes, Centre Pompidou, Paris, 2014
- Rendez-vous, Biennale de Lyon, Institut d'art contemporain de Villeurbanne, 2015
- Veridis Quo, Passerelle centre d'art contemporain, Brest, 2016
- Les courants vagabonds, 2017[5]
- Si tu disais, exposition personnelle, Galerie Marcelle Alix, Paris, 2020[6]
- Le cours des choses, exposition collective, CAPC, Bordeaux, 2020

## Récompense
- Prix Le Meurice pour l'art contemporain 2016[7]